# Москва (журнал, 1882)
Москва — литературно-художественный журнал, еженедельно выходивший в Москве в 1882—1883 годах.
В ноябре 1881 года вышел 1-й, пробный, номер. В 1882 году вышло 50 номеров, в 1883 — 10. Издателем-редактором был Е. С. Сталинский.
Основное место занимали иллюстрации из народного быта. Помещались произведения художников И. И. Кланг, братьев Исаака и Адольфа Левитанов, Н. П. Чехова, К. В. Лебедева, К. А. Трутовского, А. Коровина, Протопопова и др. Иллюстрации комментировались очерками и стихами. Все иллюстрации выполнялись в технике хромолитографии, что «было по тогдашнему времени довольно смелая и оригинальная затея».
В журнале также помещались литературные произведения; А. П. Чехов опубликовал здесь в 1882 году пять рассказов — в № 17 за 1882 год был напечатан рассказ (за подписью Антоша Чехонте) «Свидание хотя и состоялось, но…»; печатались также Л. И. Пальмин, Д. Димитриев и другие писатели.